# Kwatachewi

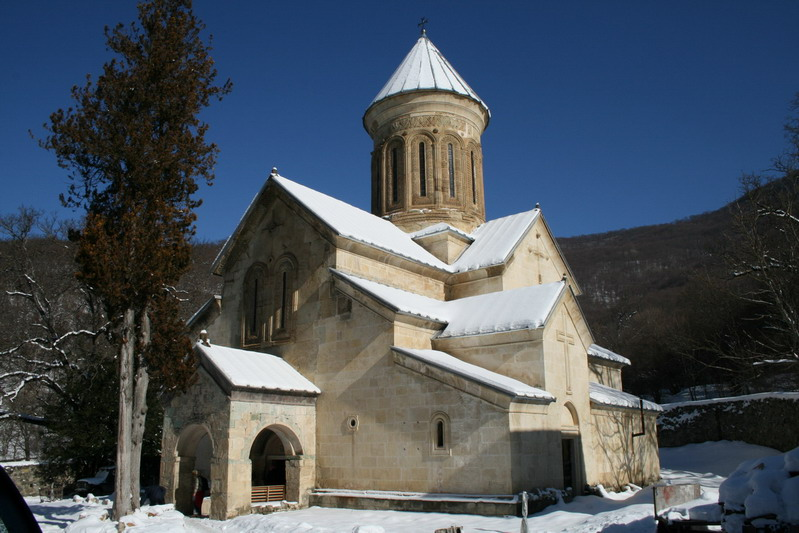
Kwatachewi im Winter

Kwatachewi oder Kwabtachewi (georgisch ქვათახევი, ქვაბთახევი) ist ein mittelalterliches georgisch-orthodoxes Kloster in der georgischen Region Innerkartlien, in der Munizipalität Kaspi, 7 Kilometer entfernt vom Dorf Kawtischewi. 
Das Kloster Kwatachewi stammt aus dem 12. und 13. Jahrhundert und ähnelt den Klöstern Betania, Pitareti und Timotesubani in seiner architektonischen Form und im Dekor, was einen modernen Kanon einer georgischen Kuppelkirche bezeichnet. Der Plan der Hauptkirche ist fast quadratisch. Die Kuppel ruht auf zwei freistehenden Säulen und auf zwei anderen Säulen, die mit dem Altar verbunden sind. Im Innenraum befindet sich die Kuppel über dem Kreuzungspunkt der Arme des rechteckigen Kreuzes. 
Das Gebäude hat zwei Portale, eines im Süden und eines im Westen. Die Fassaden sind mit fein behauenen, weißen quadratischen Steinen bedeckt. Die Wände der Kirche sind reich dekoriert, vor allem um die Fenster und um die Basis der Kuppel. Die Ostfassade ist mit einem großen verzierten Kreuz geschmückt.
Historisch gesehen war Kwatachewi auch ein literarisches Zentrum Georgiens, wo mehrere Manuskripte kopiert wurden. Das Kloster wurde während Timur Lenks Invasionen in Georgien im 14. Jahrhundert erheblich beschädigt, aber später 1854 unter der Schirmherrschaft von Prinz Iwane Tarchan-Mourawi repariert.